# Hasslövs landskommun
Hasslövs landskommun var en tidigare kommun i Hallands län.

## Administrativ historik
När 1862 års kommunalförordningar trädde i kraft inrättades i Sverige cirka 2 500 kommuner. Huvuddelen av dessa var landskommuner (baserade på den äldre sockenindelningen), vartill kom 89 städer och åtta köpingar. Då inrättades i Hasslövs socken i Höks härad i Halland denna kommun. 
Vid kommunreformen 1952 uppgick denna landskommun i Karups landskommun som senare 1971 upplöstes så denna del överfördes till Laholms kommun.

## Politik

### Mandatfördelning i Hasslövs landskommun 1938-1946
| 4 | 2 | 14 |

| 20 |

| 6 | 14 |

| 20 |

| 6 | 14 |

| 20 |